# Mistrzostwa Ameryki Północnej, Środkowej i Karaibów w Piłce Siatkowej Mężczyzn 2017
Mistrzostwa Ameryki Północnej, Środkowej i Karaibów w Piłce Siatkowej Mężczyzn 2017 - 25. edycja mistrzostw rozegrana w dniach 26 września – 1 października 2017 roku w amerykańskim mieście Colorado Springs. W rozgrywkach wystartowało 10 reprezentacji narodowych.
Turniej połączony był z kwalifikacjami do Mistrzostw Świata 2018: najlepsze 3 zespoły w końcowej klasyfikacji otrzymały awans na Mistrzostwa Świata 2018 we Włoszech i Bułgarii, natomiast drużyny z 4. i 5. miejsca wzięły udział w turnieju kwalifikacyjnym.

## Drużyny uczestniczące
Sześć najwyżej sklasyfikowanych drużyn w Rankingu NORCECA Reprezentacji Seniorskich Mężczyzn z dnia 1 stycznia 2016r. automatycznie awansowały na Mistrzostwa NORCECA 2017. Pozostałych sześciu uczestników wyłoniły eliminacje w strefach regionalnych, po dwóch ze stref CAZOVA, ECVA i AFECAVOL.
| Kwalifikacja automatyczna | Kwalifikacja automatyczna | Kwalifikacja z turniejów strefowych | Kwalifikacja z turniejów strefowych | Kwalifikacja z turniejów strefowych |
| ------------------------- | ------------------------- | ----------------------------------- | ----------------------------------- | ----------------------------------- |
| Ranking NORCECA           | Stany Zjednoczone (1)     | CAZOVA                              | Mistrz 2017                         | Trynidad i Tobago (7)               |
| Ranking NORCECA           | Kanada (2)                | CAZOVA                              | Wicemistrz 2017                     | Martynika (28)                      |
| Ranking NORCECA           | Kuba (3)*                 | ECVA                                | Grupa D                             | Saint Lucia (12)                    |
| Ranking NORCECA           | Portoryko (4)**           | ECVA                                | Grupa E                             | Saint Vincent i Grenadyny (18)      |
| Ranking NORCECA           | Meksyk (5)                | AFECAVOL                            | AFECAVOL                            | Gwatemala (10)                      |
| Ranking NORCECA           | Kostaryka (6)             | AFECAVOL                            | AFECAVOL                            | Dominikana (9)                      |

W nawiasach podano pozycję w Rankingu NORCECA Reprezentacji Seniorskich Mężczyzn z dnia 1 stycznia 2016r.
*- Reprezentacja Kuby zmuszona została wycofać się z turnieju w związku z zamknięciem ambasady Stanów Zjednoczonych w Hawannie po tym, jak poniosła szkody podczas przejścia Huraganu Irma
**- Reprezentacja Portoryko nie była w stanie wziąć udziału w turnieju z powodu zniszczeń, jakich doznało terytorium po przejściu Huraganu Maria

## System rozgrywek[5]
Na początku została rozegrana faza grupowa, mecze w systemie kołowym, „każdy z każdym”. Dwie najlepsze drużyny z 1. miejsc w grupach po zakończeniu fazy grupowej awansują bezpośrednio do półfinałów. Drużyny z 2. miejsc w grupach oraz trzeci zespół z 1. miejsca utworzą pary ćwierćfinałowe. Ekipy z 3. miejsc w grupach wraz z drużyną z 4. miejsca w grupie C utworzą pary rywalizujące o miejsca 7. - 10. (mecze nr 13 i 14), zwycięzcy tych meczów zmierzą się z przegranymi ćwierćfinałów w rywalizacji o miejsca 5. - 8. (mecze nr 18 i 19). Mecz o 9. miejsce zagrają przegrani meczów nr 13 i 14, o 7. miejsce - przegrani meczów nr 18 i 19, o 5. miejsce - zwycięzcy meczów nr 18 i 19, o 3. miejsce - przegrani półfinałów, natomiast finał rozegrają zwycięzcy półfinałów.

### Punktacja
- Wynik: 3:0; zwycięzca - 5 pkt, przegrany - 0 pkt
- Wynik: 3:1; zwycięzca - 4 pkt, przegrany - 1 pkt
- Wynik: 3:2; zwycięzca - 3 pkt, przegrany - 2 pkt

### Hale sportowe
- United States Olympic Training Center,Sports Center I - Main Competition Hall: Grupa A, Grupa B, ćwierćfinały, rywalizacja o miejsca 5.-8. (mecz nr 19), półfinały, mecz o 3. miejsce, finał.
- United States Olympic Training Center,Sports Center II: Grupa C, rywalizacja o miejsca 7.-10., 5.-8. (mecz nr 18), mecze o miejsca 9., 7. i 5.

## Skład grup
| Grupa A           | Grupa B           | Grupa C                   |
| ----------------- | ----------------- | ------------------------- |
| Stany Zjednoczone | Kanada            | Meksyk                    |
| Dominikana        | Trynidad i Tobago | Kostaryka                 |
| Gwatemala         | Saint Lucia       | Saint Vincent i Grenadyny |
|                   |                   | Martynika                 |

## Faza grupowa
awans do półfinałów
     awans do ćwierćfinałów
     rywalizacja o miejsca 7-10.

### Grupa A
| Lp. | Drużyna           | Mecze | Mecze | Mecze | Pkt | Małe punkty | Małe punkty | Małe punkty | Sety | Sety | Sety  |
| Lp. | Drużyna           | M     | W     | P     | Pkt | zdob.       | str.        | ratio       | wyg. | prz. | ratio |
| --- | ----------------- | ----- | ----- | ----- | --- | ----------- | ----------- | ----------- | ---- | ---- | ----- |
| 1   | Stany Zjednoczone | 2     | 2     | 0     | 10  | 150         | 84          | 1.786       | 6    | 0    | MAX   |
| 2   | Dominikana        | 2     | 1     | 1     | 5   | 123         | 129         | 0.953       | 3    | 3    | 1.000 |
| 3   | Gwatemala         | 2     | 0     | 2     | 0   | 90          | 150         | 0.600       | 0    | 6    | 0.000 |

Źródło: norceca.net
Punktacja: 3:0 – 5 pkt, 3:1 – 4 pkt, 3:2 – 3 pkt, 2:3 – 2 pkt, 1:3 – 1 pkt, 0:3 – 0 pkt
Zasady ustalania kolejności: 1. liczba zwycięstw, 2. liczba punktów, 3. stosunek małych punktów, 4. stosunek setów, 5. bilans w bezpośrednich meczach
| Data  | Godz. | Drużyna 1         | Wynik | Drużyna 2  | 1     | 2     | 3     | 4 | 5 | Widzów | *  |
| ----- | ----- | ----------------- | ----- | ---------- | ----- | ----- | ----- | - | - | ------ | -- |
| 26.09 | 19:00 | Stany Zjednoczone | 3:0   | Gwatemala  | 25:12 | 25:14 | 25:10 |   |   | 300    | 3  |
| 27.09 | 19:00 | Dominikana        | 3:0   | Gwatemala  | 25:16 | 25:20 | 25:18 |   |   | 250    | 7  |
| 28.09 | 19:00 | Stany Zjednoczone | 3:0   | Dominikana | 25:17 | 25:21 | 25:10 |   |   | 875    | 11 |

### Grupa B
| Lp. | Drużyna           | Mecze | Mecze | Mecze | Pkt | Małe punkty | Małe punkty | Małe punkty | Sety | Sety | Sety  |
| Lp. | Drużyna           | M     | W     | P     | Pkt | zdob.       | str.        | ratio       | wyg. | prz. | ratio |
| --- | ----------------- | ----- | ----- | ----- | --- | ----------- | ----------- | ----------- | ---- | ---- | ----- |
| 1   | Kanada            | 2     | 2     | 0     | 10  | 150         | 73          | 2.055       | 6    | 0    | MAX   |
| 2   | Trynidad i Tobago | 2     | 1     | 1     | 5   | 118         | 123         | 0.959       | 3    | 0    | MAX   |
| 3   | Saint Lucia       | 2     | 0     | 2     | 0   | 78          | 150         | 0.520       | 0    | 6    | 0.000 |

Źródło: norceca.net
Punktacja: 3:0 – 5 pkt, 3:1 – 4 pkt, 3:2 – 3 pkt, 2:3 – 2 pkt, 1:3 – 1 pkt, 0:3 – 0 pkt
Zasady ustalania kolejności: 1. liczba zwycięstw, 2. liczba punktów, 3. stosunek małych punktów, 4. stosunek setów, 5. bilans w bezpośrednich meczach
| Data  | Godz. | Drużyna 1         | Wynik | Drużyna 2         | 1     | 2     | 3     | 4 | 5 | Widzów | * |
| ----- | ----- | ----------------- | ----- | ----------------- | ----- | ----- | ----- | - | - | ------ | - |
| 26.09 | 17:00 | Trynidad i Tobago | 3:0   | Saint Lucia       | 25:15 | 25:16 | 25:17 |   |   | 200    | 1 |
| 27.09 | 17:00 | Kanada            | 3:0   | Saint Lucia       | 25:9  | 25:13 | 25:8  |   |   | 170    | 5 |
| 28.09 | 17:00 | Kanada            | 3:0   | Trynidad i Tobago | 25:21 | 25:12 | 25:10 |   |   | 150    | 9 |

### Grupa C
| Lp. | Drużyna                   | Mecze | Mecze | Mecze | Pkt | Małe punkty | Małe punkty | Małe punkty | Sety | Sety | Sety  |
| Lp. | Drużyna                   | M     | W     | P     | Pkt | zdob.       | str.        | ratio       | wyg. | prz. | ratio |
| --- | ------------------------- | ----- | ----- | ----- | --- | ----------- | ----------- | ----------- | ---- | ---- | ----- |
| 1   | Meksyk                    | 3     | 3     | 0     | 15  | 225         | 131         | 1.718       | 9    | 0    | MAX   |
| 2   | Kostaryka                 | 3     | 2     | 1     | 9   | 218         | 206         | 1.058       | 6    | 4    | 1.500 |
| 3   | Martynika                 | 3     | 1     | 2     | 6   | 194         | 217         | 0.894       | 4    | 6    | 0.667 |
| 4   | Saint Vincent i Grenadyny | 3     | 0     | 3     | 0   | 127         | 225         | 0.564       | 0    | 9    | 0.000 |

Źródło: norceca.net
Punktacja: 3:0 – 5 pkt, 3:1 – 4 pkt, 3:2 – 3 pkt, 2:3 – 2 pkt, 1:3 – 1 pkt, 0:3 – 0 pkt
Zasady ustalania kolejności: 1. liczba zwycięstw, 2. liczba punktów, 3. stosunek małych punktów, 4. stosunek setów, 5. bilans w bezpośrednich meczach
| Data  | Godz. | Drużyna 1 | Wynik | Drużyna 2                 | 1     | 2     | 3     | 4     | 5 | Widzów | *  |
| ----- | ----- | --------- | ----- | ------------------------- | ----- | ----- | ----- | ----- | - | ------ | -- |
| 26.09 | 17:00 | Kostaryka | 3:1   | Martynika                 | 25:19 | 25:16 | 23:25 | 25:21 |   | 100    | 2  |
| 26.09 | 19:00 | Meksyk    | 3:0   | Saint Vincent i Grenadyny | 25:7  | 25:16 | 25:10 |       |   | 100    | 4  |
| 27.09 | 17:00 | Kostaryka | 3:0   | Saint Vincent i Grenadyny | 25:10 | 25:19 | 25:21 |       |   | 50     | 6  |
| 27.09 | 19:00 | Meksyk    | 3:0   | Martynika                 | 25:11 | 25:15 | 25:12 |       |   | 100    | 8  |
| 28.09 | 17:00 | Martynika | 3:0   | Saint Vincent i Grenadyny | 25:10 | 25:14 | 25:20 |       |   | 40     | 10 |
| 28.09 | 19:00 | Meksyk    | 3:0   | Kostaryka                 | 25:19 | 25:16 | 25:10 |       |   | 90     | 12 |

## Runda finałowa

### Rywalizacja o miejsca 7-10.
| Data  | Godz. | Drużyna 1 | Wynik | Drużyna 2                 | 1     | 2     | 3     | 4 | 5 | Widzów | *  |
| ----- | ----- | --------- | ----- | ------------------------- | ----- | ----- | ----- | - | - | ------ | -- |
| 29.09 | 17:00 | Martynika | 3:0   | Saint Vincent i Grenadyny | 25:16 | 25:18 | 25:16 |   |   | 25     | 13 |
| 29.09 | 19:00 | Gwatemala | 3:0   | Saint Lucia               | 25:17 | 25:15 | 25:16 |   |   | 25     | 14 |

### Ćwierćfinały
| Data  | Godz. | Drużyna 1         | Wynik | Drużyna 2  | 1     | 2     | 3     | 4 | 5 | Widzów | *  |
| ----- | ----- | ----------------- | ----- | ---------- | ----- | ----- | ----- | - | - | ------ | -- |
| 29.09 | 17:00 | Trynidad i Tobago | 0:3   | Dominikana | 18:25 | 22:25 | 21:25 |   |   | 300    | 15 |
| 29.09 | 19:00 | Stany Zjednoczone | 3:0   | Kostaryka  | 25:11 | 25:7  | 25:8  |   |   | 500    | 16 |

### Mecz o 9. miejsce
| Data  | Godz. | Drużyna 1                 | Wynik | Drużyna 2   | 1     | 2     | 3     | 4     | 5 | Widzów | *  |
| ----- | ----- | ------------------------- | ----- | ----------- | ----- | ----- | ----- | ----- | - | ------ | -- |
| 30.09 | 15:00 | Saint Vincent i Grenadyny | 3:1   | Saint Lucia | 22:25 | 25:20 | 25:19 | 25:15 |   | 30     | 17 |

### Rywalizacja o miejsca 5-8.
| Data  | Godz. | Drużyna 1 | Wynik | Drużyna 2         | 1     | 2     | 3     | 4     | 5 | Widzów | *  |
| ----- | ----- | --------- | ----- | ----------------- | ----- | ----- | ----- | ----- | - | ------ | -- |
| 30.09 | 17:00 | Martynika | 0:3   | Trynidad i Tobago | 20:25 | 23:25 | 19:25 |       |   | 40     | 18 |
| 30.09 | 15:00 | Gwatemala | 3:1   | Kostaryka         | 20:25 | 25:21 | 25:17 | 25:15 |   | 250    | 19 |

### Półfinały
| Data  | Godz. | Drużyna 1 | Wynik | Drużyna 2         | 1     | 2     | 3     | 4 | 5 | Widzów | *  |
| ----- | ----- | --------- | ----- | ----------------- | ----- | ----- | ----- | - | - | ------ | -- |
| 30.09 | 17:00 | Meksyk    | 0:3   | Dominikana        | 20:25 | 23:25 | 23:25 |   |   | 700    | 20 |
| 30.09 | 19:00 | Kanada    | 0:3   | Stany Zjednoczone | 20:25 | 22:25 | 21:25 |   |   | 3100   | 21 |

### Mecz o 7. miejsce
| Data  | Godz. | Drużyna 1 | Wynik | Drużyna 2 | 1     | 2     | 3     | 4     | 5     | Widzów | *  |
| ----- | ----- | --------- | ----- | --------- | ----- | ----- | ----- | ----- | ----- | ------ | -- |
| 01.10 | 14:00 | Martynika | 3:2   | Kostaryka | 10:25 | 25:21 | 24:26 | 25:21 | 15:12 | 60     | 22 |

### Mecz o 5. miejsce
| Data  | Godz. | Drużyna 1         | Wynik | Drużyna 2 | 1     | 2     | 3     | 4 | 5 | Widzów | *  |
| ----- | ----- | ----------------- | ----- | --------- | ----- | ----- | ----- | - | - | ------ | -- |
| 01.10 | 16:00 | Trynidad i Tobago | 0:3   | Gwatemala | 18:25 | 10:25 | 15:25 |   |   | 25     | 23 |

### Mecz o 3. miejsce
| Data  | Godz. | Drużyna 1 | Wynik | Drużyna 2 | 1     | 2     | 3     | 4     | 5 | Widzów | *  |
| ----- | ----- | --------- | ----- | --------- | ----- | ----- | ----- | ----- | - | ------ | -- |
| 01.10 | 15:00 | Meksyk    | 1:3   | Kanada    | 25:21 | 13:25 | 25:27 | 18:25 |   | 500    | 24 |

### Finał
| Data  | Godz. | Drużyna 1  | Wynik | Drużyna 2         | 1     | 2     | 3     | 4 | 5 | Widzów | *  |
| ----- | ----- | ---------- | ----- | ----------------- | ----- | ----- | ----- | - | - | ------ | -- |
| 01.10 | 17:00 | Dominikana | 0:3   | Stany Zjednoczone | 17:25 | 10:25 | 12:25 |   |   | 2000   | 25 |

| MISTRZ AMERYKI PÓŁNOCNEJ, ŚRODKOWEJ I KARAIBÓW 2017                        |
| -------------------------------------------------------------------------- |
| STANY ZJEDNOCZONE 9. TYTUŁ MISTRZA AMERYKI PÓŁNOCNEJ, ŚRODKOWEJ I KARAIBÓW |

## Klasyfikacja końcowa
| Miejsce | Zespół                    | Uwagi                               |
| ------- | ------------------------- | ----------------------------------- |
|         | Stany Zjednoczone         | Awans do Mistrzostw Świata 2018*    |
|         | Dominikana                | Awans do Mistrzostw Świata 2018*    |
|         | Kanada                    | Awans do Mistrzostw Świata 2018*    |
| 4.      | Meksyk                    | Awans do turnieju kwalifikacyjnego* |
| 5.      | Gwatemala                 | Awans do turnieju kwalifikacyjnego* |
| 6.      | Trynidad i Tobago         |                                     |
| 7.      | Martynika                 |                                     |
| 8.      | Kostaryka                 |                                     |
| 9.      | Saint Vincent i Grenadyny |                                     |
| 10.     | Saint Lucia               |                                     |

*- Pierwotnie mistrzostwa kontynentu 2017 miały być jedynym turniejem dającym awans na Mistrzostwa Świata 2018, który uzyskać miało pięć najlepszych drużyn w klasyfikacji końcowej. Jednak gdy przez huragany we wrześniu 2017 Kuba i Portoryko zmuszone zostały zrezygnować z udziału w mistrzostwach kontynentalnych, władze NORCECA zdecydowały się na rozegranie jeszcze jednego turnieju kwalifikacyjnego, w którym wystąpiły cztery zespoły: Kuba, Portoryko oraz drużyny z 4. i 5. miejsca w klasyfikacji końcowej mistrzostw kontynentalnych

## Nagrody indywidualne
| MVP                   | Najlepszy punktujący   | Najlepsi środkowi                   | Najlepszy atakujący  | Najlepsi przyjmujący      |
| --------------------- | ---------------------- | ----------------------------------- | -------------------- | ------------------------- |
| Micah Christenson     | Alberto Blanco         | Jose Martinez Leonel Antonio Aragon | Sharone Vernon-Evans | Aaron Rusell Stephen Maar |
| Najlepszy zagrywający | Najlepszy rozgrywający | Najlepszy broniący                  | Najlepszy libero     | Najlepszy odbierający     |
| Joann Breleur         | Pedro Rangel           | Luis Chavez                         | Luis Chavez          | Jorge Barajas             |